# 에데사 (메소포타미아)

초기 기독교 시대의 상부 메소포타미아와 그 주변의 지도로, 에데사는 상단 좌측에 위치했다

에데사(고대 그리스어: Ἔδεσσα)는 셀레우코스 제국의 창시자 셀레우코스 1세 니카토르 (재위: 기원전 305년-281년)이 헬레니즘 시대에 설립한, 상메소포타미아의 고대 도시 (폴리스)이다. 이후에 이곳은 오스로에네 왕국의 수도가 되었고, 로마의 오스로에네 속주의 주도로서 계속 역할을 했다. 고대 후기에, 기독교 학문의 유명소 및 에데사 문답학교가 위치한 곳이 되었다. 십자군 전쟁 기간엔, 에데사 백국의 수도였다.
하부르강의 지류인 다이산강(라틴어: Scirtus 스키르투스[*], 튀르키예어: Kara Koyun 카라 코윤[*])의 기슭에 위치했으며, 고지대에 있는 요새인 샨르우르파성으로부터 보호를 받았다.
고대 에데사는 오늘날 터키 샨르우르파주의 우르파(튀르키예어: Şanlıurfa, 쿠르드어: Riha, 아랍어: الرُّهَا ar-Ruhā[*], 아르메니아어: Ուռհա)의 전신 도시이다. 우르파라는 이름은 셀레우코스 1세 니카토르가 도시를 세우기 이전 이 지역에 대한 시리아어 명칭인 우르하이 혹은 오르하이(고대 시리아어: ܐܘܪܗܝ ʾŪrhāy / ʾŌrhāy)에서 비롯한 것으로 추정된다. 셀레우코스-파르티아 전쟁에서 셀레우코스가 패한 뒤, 에데사는 헬레니즘 문화권과 셈 문화권이 혼합된 문명을 지닌, 오스로에네 왕국의 수도가 되었다. 오스로에네라는 명칭의 기원은 오르하이와 관련이 있을 것으로 본다.
로마 공화정은 기원전 69년부터 오스로에네 왕국과 이들의 수도 에데사에 정치적 영향력을 행사하기 시작하였다. 서기 212년 혹은 213년에 로마 식민지가 되었으나, 그럼에도 그곳에 243년 혹은 248년까지 오스로에네 왕이 계속 있었다. 고대 후기에, 에데사는 사산 제국과 영토가 맞댄 로마-페르시아 국경선의 중요 도시였다. 샤푸르 1세 (재위: 240년-270년)의 세 차례나 이어진 로마 영토 침공 당시에 공격을 버텨내기도 했다. 260년 에데사 전투에서 샤푸르가 발레리아누스 (재위: 253년-260년)를 패배시키고 그를 생포해내는 등, 로마에 전례가 없는 재앙을 가져다 줬다. 고대 후기의 유물인 '라테르쿨루스 베로넨시스'는 에데사를 오스로에네 속주 주도로 언급하였다. 로마의 군인이자 라틴어 역사가인 암미아누스 마르켈리누스는 에데사의 거대한 요새 시설들과 359년의 샤푸르 2세 (재위: 309년-379년)의 공격을 어떻게 성공적으로 버텨냈는지 묘사한다.
에데사는 그리스와 아시리아 (시리아)의 신학 및 철학 사상의 중심지였고, 저명한 에데사 문답학교가 있던 곳이었다. 이곳은 비잔티움-사산 전쟁 (602년-628년) 기간에 페르시아 측에 함락될 때까지 로마의 지배 하에 있었으며, 이 사건은 부활 연대기에 609년에 일어났다고 기록되어 있다. 로마의 지배력은 비잔티움-사산 전쟁 때 이라클리오스 (재위: 610년-641년)의 627년 그리고 628년의 승리로 회복되었으나, 무슬림의 레반트 정복 기간인 638년에 라시둔 칼리파에 다시 상실하고 말았다. 비잔티움 제국이 몇 번의 실패 끝에 10셉기 중엽에 일시적으로 회복할 때까지 이곳은 로마의 지배권으로 돌아가지 못했다.
비잔티움 제국은 1031년에 이곳의 지배권을 회복했으나, 그럼에도 오래 유지 못하고 11세기가 끝나기 앞서 소유권이 몇 차례 바뀌었다. 제1차 십자군의 성공 뒤에 세워진 십자군 국가 중 하나인 에데사 백국은 십자군들이 셀주크한테서 차지한 도시인 이곳 에데사를 중심으로 했다. 에데사 백국은 1144년 에데사 공방전까지 잔존했으며, 이 공방전 당시에 장기 토후국의 창시자인 이마드 앗딘 장기가 에데사를 점령했고, 에데사의 마테오가 전하길 여러 에데사인들을 살해했다고 한다. 튀르크계인 장기 왕조의 영토는 1514년 찰디란 전투 끝에 마침내 1517년 오스만 제국에 흡수됐다.

## 명칭

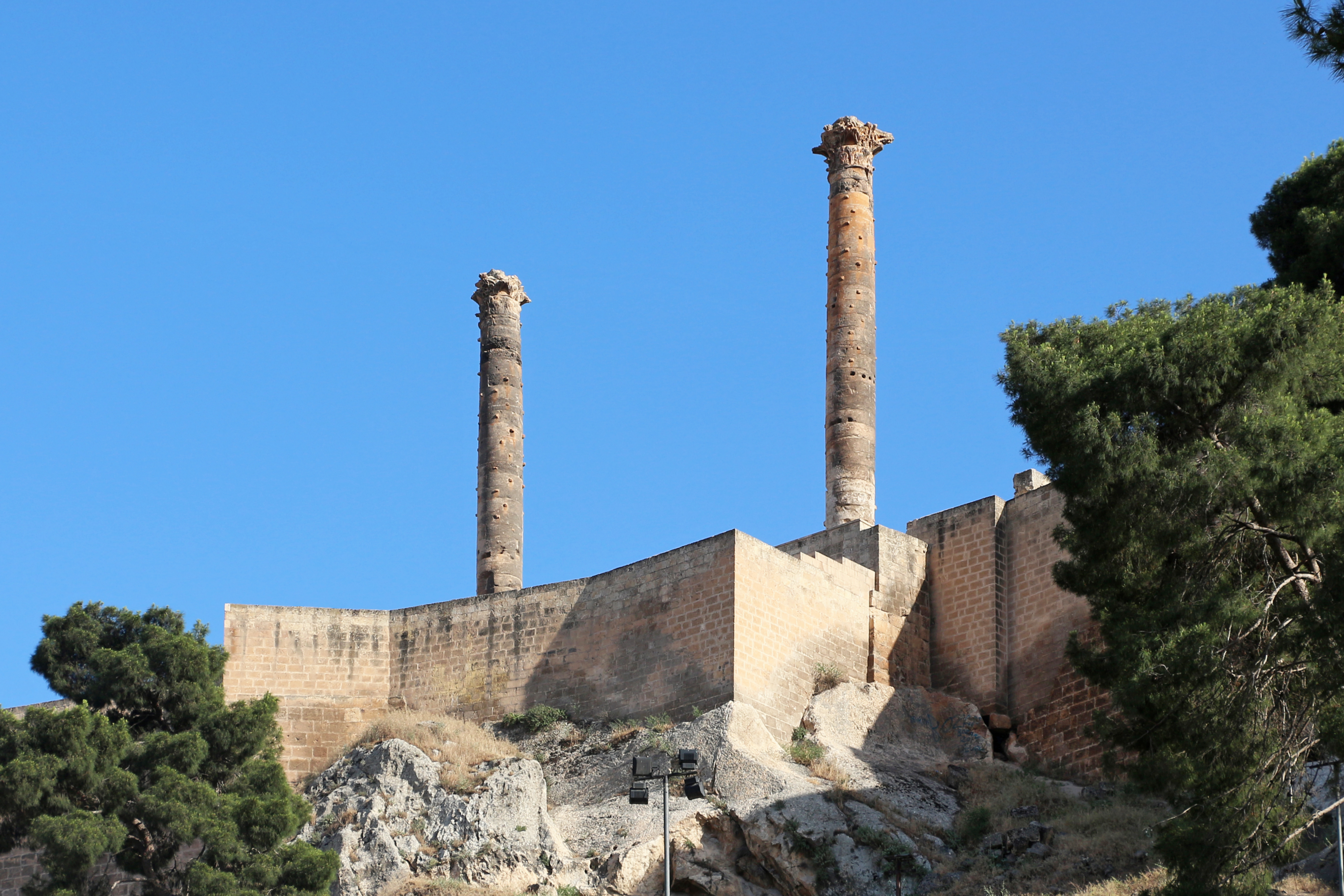
로마 시대의 에데사 유적은 오늘날의 도시 우르파의 스카이라인의 특징인 우르파성 유적지의 이 기둥들에 현재까지 남아 있다.

에데사의 가장 초기 명칭은 기원전 2000년대 아시리아 쐐기문자에 기록된 아드마(아람어: אדמא Admaʾ, Adme, Admi, Admum)이다. 시리아어로는 아드메(ܐܕܡܐ)로 기록됐다.
이곳은 기원전 303년경 셀레우코스 1세 니카토르가 헬레니즘 시대의 군사 거점 취락으로서 재건립했으며, 마케도니아의 옛 수도의 이름을 따 '에데사'로 명명됐는데 마케도니아의 도시처럼 풍부한 수원 때문에 붙여진 것으로 추정된다. 이후인 기원전 2세기에 '칼리로에' 혹은 '칼리로에의 안티오키아'(고대 그리스어: Ἀντιόχεια ἡ ἐπὶ Καλλιρρόης, 라틴어: Antiochia ad Callirhoem)로 개명됐다 (재위 기원전 175년-164년의 안티오코스 4세 에피파네스 시기 발행된 에데사의 주화에 다음 내용 발견).
안티오코스 4세의 재위 이후, 도시의 명칭은 그리스어 명칭인 에데사로 돌아왔고, 또한 아르메니아어로는 '우르하' 혹은 '오우르하'(아르메니아어: Ուռհա), 아람어(시리아어)로는 '우르하이' 또는 '오르하이'(고대 시리아어: ܐܘܪܗܝ), 지역 언어인 신아람어 (투로요어)로는 '우르호이', 아랍어로는 '아르루하'(아랍어: الرُّهَا), 쿠르드어로는 '리하'(쿠르드어: Riha), 라틴어 음차는 '로하이스'(Rohais) 등으로 나타나다가, 최종적으로는 현재 명칭인 터키어 '우르파'(Urfa) 혹은 '샨르우르파'(영광의 우르파)가 되었다. 에데사의 본래 아람어 및 시리아어 명칭인은 페르시아어 인명인 호스로(خسرو)에서 유래했을 수 있다.
6세기에는 '유스티노폴리스'(Justinopolis)라 명명된 적도 있었다. 일부 유대교 및 이슬람 전승에 따르면, 이곳이 아브라함의 출생지인 갈대아 우르라고도 한다.

## 지리
에데사는 비옥한 평야로 둘러싸인 고리 모양의 구릉 능선 가운데 위치했고, 따라서 아주 적합한 위치로 평가됐다. 이 능선은 소아시아 타우루스산맥의 일부인 마시우스산의 연장이다. 도시는 갈림길에 자리잡았는데, 유프라테스강의 제우그마에서 티그리스강으로 향하는 동서 고속도로, 그리고 사모스타 (오늘날 삼사트)에서, 에데사가 위치한 능선을 접하고 있는 카르헤 (오늘날 하란)를 통해 유프라테스강으로 향하는 경로에 위치했다.

## 역사

### 고대
셀레우코스 제국이 파르티아와의 전쟁 (기원전 145년-129년)으로 분열된, 기원전 2세기 후반기에, 에데사는 오스로에네 (혹은 에데사) 왕국을 세운 아브가르 왕조의 수도가 됐다. 이 왕국은 아라비아반도 북쪽의 아랍인들이 세운 것으로 이따금 자신들의 주화에 '왕'이라 자칭한 28명의 지배자들을 거치며 거의 4세기간 (기원전 132년경-서기 214년) 지속됐다. 에데사는 최초로는 파르티아 측에 거의 보호국이 되었다가, 그 뒤로는 에데사가 아르메니아령 메소포타미아의 아르메니아의 되는등 티그라네스의 보호국이 되었으며, 폼페이우스 시기부터는 로마 제국의 보호국이 됐다. 트라야누스에게 함락 및 약탈된 이후엔, 로마인들이 116년부터 118년까지 점거까지 했으며, 그럼에도 에데사의 파르티아 측에 대한 동조는 2세기 후반에 루키우스 베루스가 이곳을 약탈하게끔 했다.
에데사에서 기독교는 2세기에 확인되는데, 영지주의자 바르 다이산이 이곳 출신이자 이곳 궁정의 철학자였다. 212년부터 214년까지 오스로에네는 로마 속주이기도 했다.

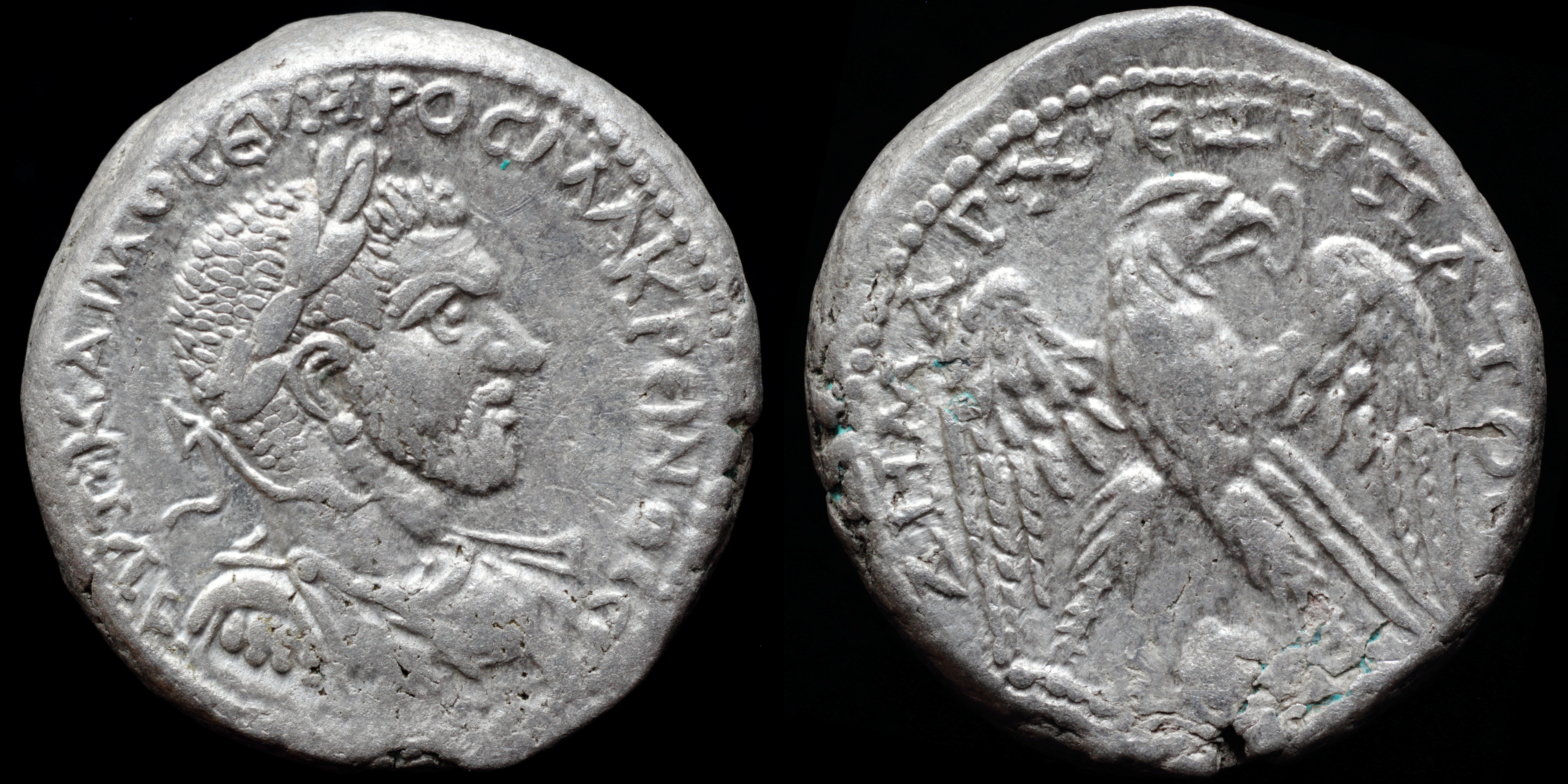
마크리누스가 서기 217년-218년에 에데사에서 발행한 은제 테트라드라큼

로마 황제 카라칼라가 217년 에데사에서 카르헤(하란)로 향하던 도로에서 호위병 중 한 명에게 암살당했다. 에데사는 오스로에네 속주의 국경 도시 중 하나가 되었고 사산 제국 국경과 가까이 있었다. 에데사 전투가 260년 발레리아누스 황제가 지휘하던 로마군과 샤푸르 1세가 지휘하던 사산군 사이에서 벌어졌다. 로마군은 패배했고 페르시아군에 발레리아누스를 포함해 거의 대부분이 포로로 붙잡혔는데, 이는 전례가 없던 일이었다.
오스로에네 왕국을 건립한 이들의 문어 아람어로, 이 언어에서 시리아어가 생겨났다. 헬레니즘 문화의 흔적들은 곧 에데사에서 묻히고 마는데, 이는 종속 왕 아브가르 9세 (재위: 179년-214년)의 예외 시기를 제외하면, 주화의 시리아어 문구에서 적용됐으며, 이에 상응하는 그리스어로 된 공공 비문도 부족하다.

### 고대 후기
540년 이후 시리아어로 쓰인 연대기인 '에데사 연대기'에 따르면, 에데사 대성당이 디오클레티아누스 박해가 끝나고 그리고 로마 제국의 대대적인 박해를 끝낸 313년의 '리키니우스의 서신'이 전해지고 나서 바로 세워졌고, 신지(神智)에 헌정됐다고 한다. 대략 23개의 각기 다른 수도원과 교회들이 이곳에 있었던 것으로 알려졌고, 도시 외각에는 더 많은 시설들이 있었다고 하며 이 종교 시설들은 여러 순례자들을 불러들였다고 한다. 가이사랴의 유세비우스는 심지어 그의 저서 '교회사'에서 '도시 전체'가 4세기에 그리스도의 이름으로 바쳐졌다고 주장하기도 했는데, 사실 에데사는 5세기 초까지는 일부 전통 신앙자들과 더불어 유대교 신자들도 있었다.
유세비우스는 또한 아브가르 전설의 기초를 이루는 문헌 자료인 ‘아브가르가 예수에게 보낸 서신’, ‘예수가 아브가르에게 보낸 서신’을 인용했다고 주장했다.
고위 신분의 로마인 여성 작가 에그레이아는 예루살렘으로 가던 중 384년에 에데사를 방문했는데, 그녀는 사도 토마의 마르티리움 그리고 에데사의 성벽에 새겨진 ‘예수의 서신’ 내용을 보았고 이 도시가 보호받아야 한다고 하였다. 그녀는 이전에 익숙했던 ‘서신들’보다 장문 형태의 ‘서신들’을 보았고 이 신성한 글귀가 페르시아의 공격을 막아냈다고 확신했다. ‘에데사 연대기’에 의하면, 394년에 성 토마의 성물이 성 토마 대교회당으로 옮겨졌고 442년에 은으로 된 궤짝에 담겨졌다고 한다. 6세기 후반의 성인전 작가이자 주교인 투르의 그레고리우스에 의하면, 이 성물은 인도에서 들여온 것이고, 에데사에선 성 토마를 기리며 7월 교회에서 행사가 열리는데 이 기간에 그레고리우스가 주장하길 물이 얕은 우물에서 솟아나고 파리가 사라졌다고 한다. 고행자 여호수아에 따르면, 346년 혹은 347년에 몇몇 순교한 성인들에게 헌정된 성소가 에데사 성벽 외각에 지어졌다고 한다.
아브가르 전설에 대하여 좀 더 상세한 내용의 변형 버전이 추정하건데 에데사의 국가 기록 보관소를 바탕으로 하여 5세기 초에 시리아어로 쓰인 ‘아다이의 교리’에 기록되어 있으며, 아브가르 5세가 티베리우스(재위:14년-37년)한테 보냈다고 하는 위조된 서신과 이에 대한 추정상의 황제의 답장 등의 내용을 포함한다. 이 문헌은 예수의 성화 (이콘)가 아브가르한테 보낸 서신과 같이 동봉되어 있었고 에데사가 결코 함락당하지 않을 것이라 예지를 받았다고 하는 주장에 대한 가장 초기의 증거 자료이다. 이 문헌에 따르면, 에데사인들은 일찍이 기독교를 받아들인 자들이고, 이와 대조적으로 이웃한 도시인 카르헤 (하란) 사람들은 비기독교인들이라고 한다. ‘에데사 연대기’에 따르면, 5세기 초 신학자이자 주교인  랍불라가 시나고그였던 건물에 스테파노에게 헌정된 교회를 지었다고 한다.
니시비스 (누사이빈)가 363년에 트란스티그리스 속주 다섯 곳과 같이 페르시아인들에게 넘어갔을 때, 시리아인 에프렘은 고향을 떠나 에데사로 향하였고, 그곳에서 유명한 에데사 문답학교를 건립했다. 페르시아 지역의 어른 기독교인들이 대부분이 수학했고, 이곳의 네스토리우스적 성향 때문에 알렉산드리아의 키릴의 절친인 랍불라가 자세히 살폈던 이 학교는 삼장서 논쟁으로 유명한 주교 이바스를 통해 최고 전성기에 다다랐으며, 457년에 일시적으로 폐쇄됐다가 에데사 문답학교의 교수진 및 학생들이 니시비스를 재건하고 동방 교회의 주요 저자들이 되자, 제논 황제와 키루스 주교의 명으로 결국 489년에 완전히 폐쇄됐다. 합성론은 아랍 정복 이후 에데사에서 번영했다.
사산의 샤한샤 카바드 1세 시기 (재위: 488년-531년), 페르시아인들은 에데사를 공격했고, 고행자 여호수아에 따르면 에데사의 성벽 외각에  있던, 340년대에 지어진 성소가 불탔다고 한다.
에데사는 유스티누스 1세 (재위: 518년-527년)에 의해 재건됐고, 그의 이름을 따 유스티노폴리스라 개명됐다. 그리스 역사가 프로코피우스는 자신의 저서 '페르시아 전쟁사;'에서 에데사의 성문에 있던 '예수의 서신'에 대한 문구 비문을 묘사하는데, 그는 이 글귀가 에데사의 방어 시설을 난공불락으로 만들었다고 하였다.
544년 사산 군대의 포위가 실패로 끝났다. 그러나 609년에 사산 측에 함락되었다가, 다시 이라클리오스가 탈환해내지만, 이슬람의 레반트 정복 시기인 638년에 라시둔 칼리파의 군대에 상실하고 만다.

#### 초기 기독교의 중심지

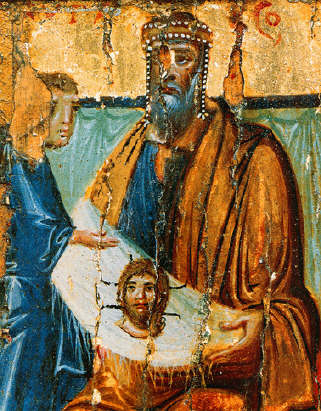
에데사의 성화를 들고 있는 아브가르 왕.

에데사의 기독교 도입에 대한 정확한 시기는 알려져 있지 않다. 그렇지만, 서기 190년 이전에 기독교가 에데사와 그 주변에 활발히 퍼졌고 얼마 안 되어 에데사의 왕가도 교회를 신봉했다는 것에는 의심의 여지가 없다.
4세기에 유세비우스가 처음으로 전한 전설에 의하면, 아브가르 5세가 72인의 사도 중 한 명이자 토마라고도 불린 유다라는 자가 그에게 보낸, 에데사의 타데우스를 통해 개종했다고 한다. 그렇지만, 여러 사료들은 기독교도로서의 삶을 받아들인 이가 아브가르 9세임을 분명하게 한다. 그의 재위 시절 기독교는 오스로에네의 공식 종교가 되었다.
아브가르 5세의 뒤를 아가이가 이어받았고, 그 다음은 안티오키아의 세라피온한테서 200년경에 서품을 받은 성 마리가 그 뒤를 이었다. 그 뒤로 2세기에, 구약성경의 시리아어 번역본인 그 유명한 페시타가 등장하였으며, 또한 172년경에 타티아누스의 디아테사론이 집필되어 에데사의 주교 랍불라 (412년-435년)때까지 흔히 사용되다가 사용이 금지되었다. 에데사 문답학교의 저명한 사도들 중에 한 명이자 아브가르 9세의 학우 바르다이산 (154년–222년)는 기독교 종교시 분야의 개척에 있어 대단한 입지가 있으며, 그의 가르침은 그의 아들 하르모니우스와 제자들에 의해 계승되었다.
기독교 공의회가 일찍이 197년 에데사에서 열렸다. 201년에 에데사는 대범람으로 큰 피해를 입었고, 에데사의 교회는 파괴되었다. 232년에 사도 도마의 성물이 인도 밀라포르에서 전해졌고, 이 시기에 그의 행전들이 시리아어로 기록됐다. 로마 지배 시기 여러 순교자들이 에데사에서 고통받았는데 데키우스 시절에는 샤벨과 바르시메오가, 디오클레티아누스 시기에는 성 귀르야, 샤모나, 하비브 등이 그러하였다. 동시에 에데사 출신의 기독교 성직자들은 메소포타미아 동부와 페르시아에 복음을 전했고, 사산 제국에 최초의 교회들을 세웠다. 에데사 주교 아틸라티아는 제1차 니케아 공의회 (325년)에서 협조를 하기도 했다. '에테리아 순례기'는 388년경 에데사의 여러 성소들에 대한 기록을 전한다.
오스로에네의 메트로폴리스던, 에데사는 11개의 속주교구를 두었다. 미셸 르 키앙은 에데사의 주교 35명을 언급하나, 이 명단은 미완성본이다.
에데사에 할당된 동방 정교회 주교단은 11세기 이후론 없어진 것으로 보인다. 에데사의 야곱파 시리아 교회 주교들 29명을 르 키앙이 언급했고 (II, 1429 sqq.), 그 외 여러 인물들은 Revue de l'Orient chrétien (VI, 195)에서, 일부는 Zeitschrift der deutschen morgenländischen Gesellschaft (1899), 261 sqq에서 언급된다. 추가적으로, 네스토리우스파 주교들이 6세기 초까지는 에데사에 있었다고 전해진다.

#### 이슬람 지배
바그라투니 아르메니아의 주교이자 아르메니아인 연대기작가 세베오스는 어떤 언어보다도 이슬람교에 대한 최초의 이야기를 전한다. 세베오스는 비잔티움 군대의 에데사 정복 뒤 아랍 도시 (메디나로 추정)로 보내진 유대인 사절단에 대해 기록한다:
유대인의 모든 부족들을 대표하는 20인이 에데사에 모였다. 이들은 이란족 군대가 철수하고... 이에 따라 비잔티움인들의 황제 이라클리오스는 에데사를 포위하라 명령한 것을 보자 (625년) ... 이에 따라 유대인들은 사막을 가로질러 타카스탄 쪽으로 향하는 도로를 통해 이스마엘의 자손들에게 떠났다. 그들은 (유대인들)은 아랍인들에게 도움을 요청했고 이들이 서로 공유했던 (구약) 성서의 경전을 통해 관계를 개선하고자 했다. 아랍인들이 유대인들과의 친교에 대해 납득은 하였지만, 이들은 각자의 종교로 분열되어 있었기에 의견 만장일치를 이루지 못하였다. 이러한 시기 상인 출신의 마흐메트라는 이름을 지닌 이스마엘의 자손이 유명한 자였다. 이른바 신의 명이라고 하는, 진리의 방식에 대한 설교가 아랍인들에게 전해졌다... 그는 이들에게 함께 하나된 믿음으로 단결한 것을 명했다... 그는 "신께서 아브라함과 그의 자손에게 영원한 국가를 약조하셨고, 그 약조는 신이 이스라엘을 사랑할 때 실현된다고 하였다. 허나 지금은 우리들이 아브라함의 자손들이며, 신께서는 아브라함과 그의 자손들에게 했던 약조를 우리에게 실현시켜줄 것이다. 우리 아브라함의 신만을 사랑하라, 그리고 우리들의 아버지 아브라함에게 주신 그 나라를 가져가 쟁취하라. 신이 우리와 함께하기에 그 누구도 전쟁에서 우리와 맞서지 못할테니."라고 했다고 전해진다.

이슬람교의 전승은 아카바의 두 번째 맹세라고 알려진 유사한 이야기를 전한다. 세베오스의 이야기는 무함마드가 남쪽의 메카 지역의 이교도들에 맞서 유대-아랍 동맹군을 이끄는 대신에 팔레스타인 지역에서 연합군을 지휘했다고 전한다.

### 중세
비잔티움 제국은 빈번히 에데사를 탈환하려 했으며, 특히나 로마노스 1세 레카페노스 시기에 이 시도가 두드러졌으며, 그는 에데사인들한테서 고대의 그리스도의 초상화인 에데사의 성화를 얻어, 944년 8월 16일에 콘스탄티노플로 이송했다. 이는 로마노스 통치기 마지막 최대 업적이었다. 544년에는 분명히 에데사에 있었고 이에 대한 사본이 바티칸 도서관에 있는, 이 유서 깊고 유명한 성화는 1207년 제4차 십자군 전쟁 이후에 베네치아 공화국에 의해 약탈당하여 서방으로 옮겨졌다. 에데사는 이후에 잠시 마르완 왕조의 지배를 받았다.

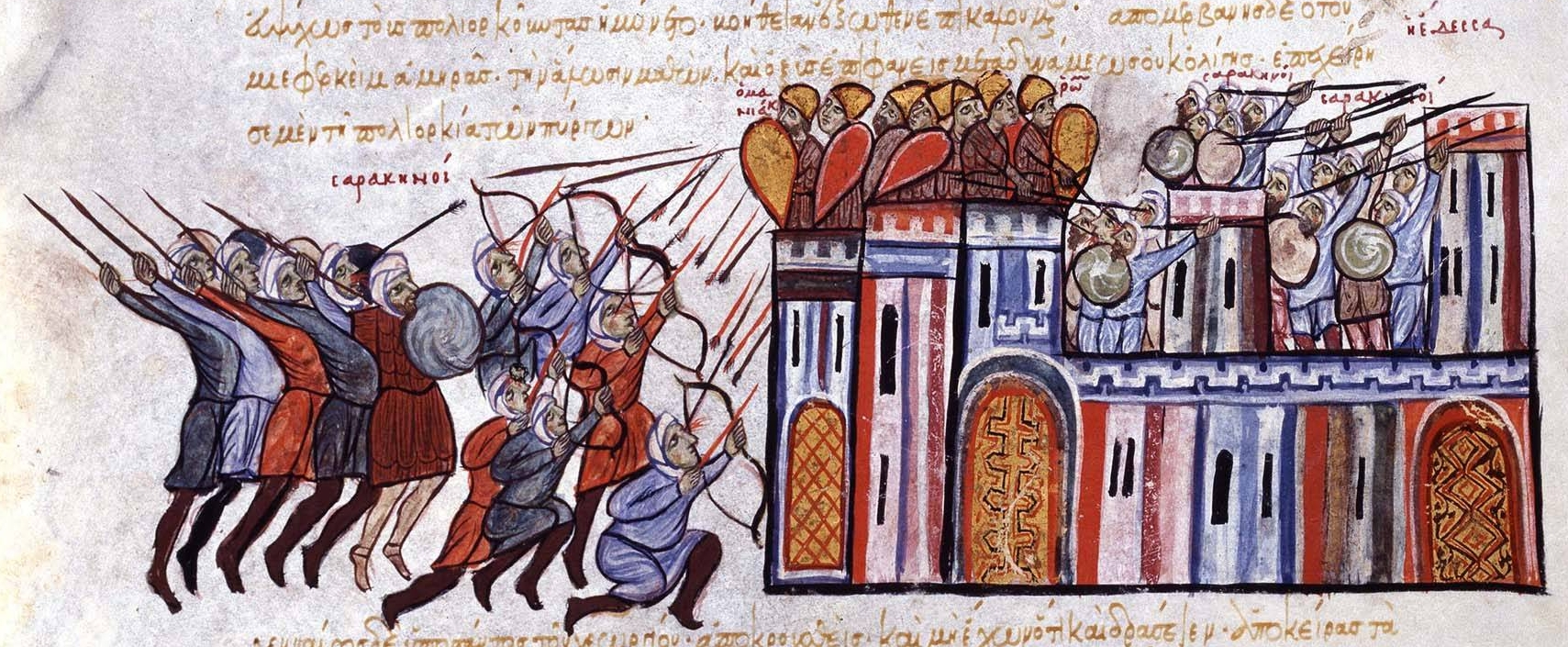
에데사를 지키는 마니아케스.

1031년에 에데사는 아랍 총독이 게오르기오스 마니아케스 휘하에 있던 비잔티움 군대에 넘겨주었다. 아랍군에 재점령되었다가, 그 뒤로 비잔티움, 아르메니아, 셀주크 왕조 (1087년), 십자군 (1098년) 등이 차례로 점령했으며, 십자군들은 이곳에 에데사 백국을 세워 이마드 앗딘 장기에 의해 다시 점령당하여, 거주민 다수와 라틴교회 대주교가 같이 도륙당했다고 추정된 1144년까지 도시를 유지하였다. 이 사건들은 에데사에서 태어난 아르메니아인 역사가 마테오를 통해 주로 알려져 있다. 1144년에 에데사에는 아르메니아인 인구가 47,000명에 이르렀다. 1146년에, 십자군이 일시적으로 탈환으나 며칠 만에 상실했다. 스티븐 런시먼의 말에 의하면, "에데사의 기독교 인구 전체가 세상에서 가장 오래된 기독교 공동체라고 주장되는 대도시로 추방당했고, 이들은 빈손으로 떠나 황량했으며, 현재까지 회복되지 못했다."
아이유브 술탄국의 지도자 살라딘은 1182년에 장기 왕조한테서 에데사를 차지했다. 아이유브 지배 시절에, 이곳은 대략 인구가 24,000명이었다. 룸 술탄국이 1234년에 에데사를 점령했으나, 1234년 말 혹은 1235년에 아이유브 술탄 알카밀이 탈환해냈다. 에데사를 탈환한 뒤, 알카밀은 에데사의 성채를 파괴할 것을 명했다. 얼마 안 되어, 몽골인들이 1244년에 에데사에서 모습을 드러냈다. 이후에, 일칸국이 1260년에 에데사로 군대를 보내어 같은 해 어느 시기 자발적으로 이들에 굴복했다. 에데사 거주민들은 이에 따라 몽골군의 학살을 피할 수 있었다. 에데사는 또한 맘루크 술탄국과 아크 코윤루의 지배를 거쳤다.

### 이후 역사
에데사는 이후에 사파비 왕조의 지배를 받다가, 1517년부터 1918년까지 오스만 제국의 통치를 받았다.
1518년 오스만 지배 시기에, 에데사 인구는 겨우 5,500명 정도로 측정되었는데, 오스만-페르시아 전쟁의 여파로 추정한다. 1566년경, 인구가 추정상 14,000명으로 증가했다. 1890년에, 에데사 인구는 55,000명이었고, 이 중에 이슬람 교도가 40,835명이었다.

## 시리아어 문학
그리스어로 된 교부 문헌을 포함하여 가장 오래된 것으로 알려진 시리아어 필사본들 (서기 411년과 462년)은 에데사에서 나온 것들이다.
다음은 에데사와 연관이 있는 유명 인물들이다:
1. 야곱 바라데우스 - 칼케돈 논쟁에 따른 야곱파들에 대한 박해가 벌어진 뒤, 오리엔트 정교회를 보존한 합성론자.
2. 야고보 - 에데사의 주교이자 다작가 (708년 사망)
3. 테오필로 - 호메로스의 일리아드와 오딧세이를 시리아어로 번역한 천문학자
4. 스테파노스 바르 수다일리 - 팔레스타인의 수도사이자 범신론자로, 6세기 오리게네스주의 위기 사태를 자초하였다
5. 에데사 연대기의 익명의 작가 - 540년에 집필했다
6. 로마의 알렉시오스라고 알려진 성 알렉시우스의 전설의 모태가 된, 5세기 '신의 사내' 이야기의 익명의 작가 (추방당한 정교회 수도사들이 해당 이야기와 유해를 10세기 로마로 전해왔다).
7. 바실 바르 슘나 (1170년경 사망) - 현재는 소실된 에데사의 역사에 대한 연대기를 쓴 주교
8. 에데사의 키루스 - 6세기 시리아어 기독교 작가
9. 요한 바르 아프토니아 - 그리스 사상과 문학 문화를 시리아어로 이전시키는 데 핵심적이던 인물
10. 에데사의 타데우스 - 기독교 성인이자 예수의 70인 제자 중 한 명
11. 보겐차의 마우렐리우스 - 시리아인 사제

## 같이 보기
- 고대 그리스 도시 목록
- 에데사의 성화
- 크나나야
- 에데사 주교 목록
- 에데사의 마테오

## 참고 문헌
- Adai, Jacob (2005). “Edessa and the Syriac Language”. 《The Harp》 18: 331–336. doi:10.31826/9781463233068-030. ISBN 9781463233068.
- Adler, William (2013). 〈The Kingdom of Edessa and the Creation of a Christian Aristocracy〉. 《Jews, Christians, and the Roman Empire: The Poetics of Power in Late Antiquity》. Philadelphia: University of Pennsylvania Press. 43–62, 277–282쪽. ISBN 9780812208573.
- Barnard, Leslie W. (1968). “The Origins and Emergence of the Church in Edessa during the First Two Centuries A. D.” (PDF). 《Vigiliae Christianae》 22 (3): 161–175. doi:10.1163/157007267X00438. S2CID 161640016. 2020년 2월 12일에 원본 문서 (PDF)에서 보존된 문서.
- Walter Bauer 1971. Orthodoxy and Heresy in Earliest Christianity, 1934, (in English 1971): Chapter 1 "Edessa" (On-line text)
- Brock, Sebastian P. (2005). 〈The Theological Schools of Antioch, Edessa and Nisibis〉. 《Christianity: A History in the Middle East》. Beirut: Middle East Council of Churches. 143–160쪽. ISBN 9789953003436.
- Brock, Sebastian P. (2009). 〈Edessene Syriac Inscriptions in Late Antique Syria〉. 《From Hellenism to Islam: Cultural and Linguistic Change in the Roman Near East》. Cambridge: Cambridge University Press. 289–302쪽. ISBN 9780521875813.
- Brock, Sebastian P. (2013). 〈Manuscripts Copied in Edessa〉. 《Orientalia Christiana: Festschrift für Hubert Kaufhold zum 70. Geburtstag》. Wiesbaden: Harrassowitz Verlag. 109–128쪽. ISBN 9783447068857.
- Drijvers, Hendrik J. W. (1980). 《Cults and Beliefs at Edessa》. Leiden: Brill. ISBN 9004060502.
- El-Azhari, Taef (2016). 《Zengi and the Muslim Response to the Crusades: The Politics of Jihad》. Routledge.
- Everett-Heath, John (2018). 〈Şanlıurfa〉. 《The Concise Dictionary of World Place-Names》 4판. Oxford University Press. ISBN 978-0191866326.
- Farina, Margherita (2018). 〈La linguistique syriaque selon Jacques d’Édesse〉. 《Lesauteurs syriaques etleurlangue》. Paris: Geuthner. 167–187쪽.
- Griffith, Sidney H. (1986). 〈Ephraem, the Deacon of Edessa, and the Church of the Empire〉. 《Diakonia: Studies in Honor of Robert T. Meyer》. Washington: CUA Press. 25–52쪽. ISBN 9780813205960.
- Griffith, Sidney H. (2002). “Christianity in Edessa and the Syriac-Speaking World: Mani, Bar Daysan, and Ephraem, the Struggle for Allegiance on the Aramean Frontier”. 《Journal of the Canadian Society for Syriac Studies》 2: 5–20. 2019년 9월 10일에 원본 문서에서 보존된 문서. 2022년 11월 16일에 확인함.
- Griffith, Sidney H. (2003). “The Doctrina Addai as a Paradigm of Christian Thought in Edessa in the Fifth Century” (PDF). 《Hugoye: Journal of Syriac Studies》 6 (2): 269–292. doi:10.31826/hug-2010-060111. S2CID 212688514.
- A. von Gutschmid, Untersuchungen über die Geschichte des Königliches Osroëne, in series Mémoires de l'Académie Impériale des Sciences de Saint-Pétersbourg, series 7, vol. 35.1 (St. Petersburg, 1887)
- Gray, Eric William; Kuhrt, Amélie (2012). 〈Edessa〉. 《The Oxford Classical Dictionary》 4판. Oxford University Press.
- Harrak, Amir (1992). “The Ancient Name of Edessa” (PDF). 《Journal of Near Eastern Studies》 51 (3): 209–214. doi:10.1086/373553. S2CID 162190342. 2014년 8월 9일에 원본 문서 (PDF)에서 보존된 문서.
- Healey, John F. (2007). “The Edessan Milieu and the Birth of Syriac” (PDF). 《Hugoye: Journal of Syriac Studies》 10 (2): 115–127.
- Keser-Kayaalp, Elif; Drijvers, Hendrik J. W. (2018). 〈Edessa〉. 《The Oxford Dictionary of Late Antiquity》 1. Oxford: Oxford University Press. 516–518쪽. ISBN 9780192562463.
- Lieu, Samuel (1997). 〈Edessa〉. 《Encyclopaedia Iranica》 8. 174–175쪽.
- Millar, Fergus (1967). 《The Roman Empire and Its Neighbours》. New York: Delacorte Press. ISBN 9780440017691.
- Millar, Fergus (1993). 《The Roman Near East, 31 BC - AD 337》. Cambridge: Harvard University Press. ISBN 9780674778863.
- Millar, Fergus (2004). 《Rome, the Greek World, and the East: Government, Society and Culture in the Roman Empire》 2. Chapel Hill: University of North Carolina Press. ISBN 9780807855201.
- Millar, Fergus (2006). 《Rome, the Greek World, and the East: The Greek World, the Jews, and the East》 3. Chapel Hill: University of North Carolina Press. ISBN 9780807876657.
- Millar, Fergus (2006). 《A Greek Roman Empire: Power and Belief under Theodosius II (408–450)》. Berkeley: University of California Press. ISBN 9780520253919.
- Millar, Fergus (2011). “Greek and Syriac in Edessa: From Ephrem to Rabbula (CE 363-435)”. 《Semitica et Classica》 4: 99–114. doi:10.1484/J.SEC.1.102508.
- Millar, Fergus (2012). “Greek and Syriac in Fifth-Century Edessa: The Case of Bishop Hibas”. 《Semitica et Classica》 5: 151–165. doi:10.1484/J.SEC.1.103053.
- Reinink, Gerrit J. (1995). 〈Edessa Grew Dim and Nisibis Shone Forth: The School of Nisibis at the Transition of the Sixth-Seventh Century〉. 《Centres of Learning: Learning and Location in Pre-modern Europe and the Near East》. Leiden: Brill. 77–89쪽. ISBN 9004101934.
- Ross, Steven K. (2001). 《Roman Edessa: Politics and Culture on the Eastern Fringes of the Roman Empire, 114-242 CE》. London-New York: Routledge. ISBN 9781134660636.
- Segal, Judah B. (1970). 《Edessa: The Blessed City》. Oxford: Clarendon Press. ISBN 9780198215455.